# 타이다역
타이다역(중국어: 泰达站)은 톈진시 빈하이신구 텐진 경제기술개발구 둥팅로(洞庭路)에 위치한 전철역으로, 톈진 지하철 9호선과 톈진 개발구 유도전차 1호선의 환승역이다. 이 중 톈진 지하철 9호선 역은 고가역으로, 2개의 상대식 승강장이 있다. 톈진 개발구 유도전차 1호선은 혼합식 승강장으로 1개의 상대식 승강장 및 1개의 섬식 승강장이 있다.

## 역 구조
| 지상 3층 | 상대식 승강장, 오른쪽 출입문이 열림 | 상대식 승강장, 오른쪽 출입문이 열림    |
| 지상 3층 | 궤도(북)                            | ← ■ 9호선 톈진역 방면(탕구)            |
| 지상 3층 | 궤도(남)                            | → ■ 9호선 둥하이루 방면(톈진시)        |
| 지상 3층 | 상대식 승강장, 오른쪽 출입문이 열림 |                                        |
| 지상 2층 | 대합실                              | 고객센터, 자동발매기, 검표기           |
| 지면     | 출구                                | A,B출구                                |
| 지면     | 상대식 승강장, 오른쪽 출입문이 열림 |                                        |
| 지면     | 궤도(북)                            | ← ■ 전차 1호선 학원구 북 방면(제1대가) |
| 지면     | 섬식 승강장, 왼쪽 출입문이 열림     |                                        |
| 지면     | 궤도(남)                            | → ■ 전차 1호선 하차 전용 승강장        |

## 사진첩

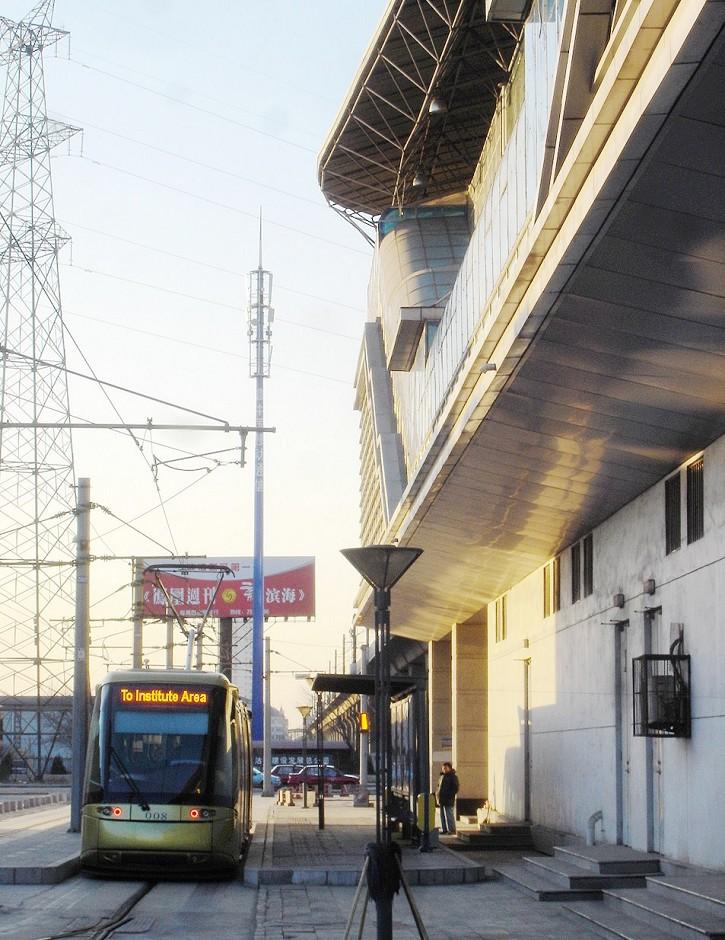
승객은 역 밖에서 톈진 개발구 노면전차 1호선으로 직접 갈아탈 수 있다.
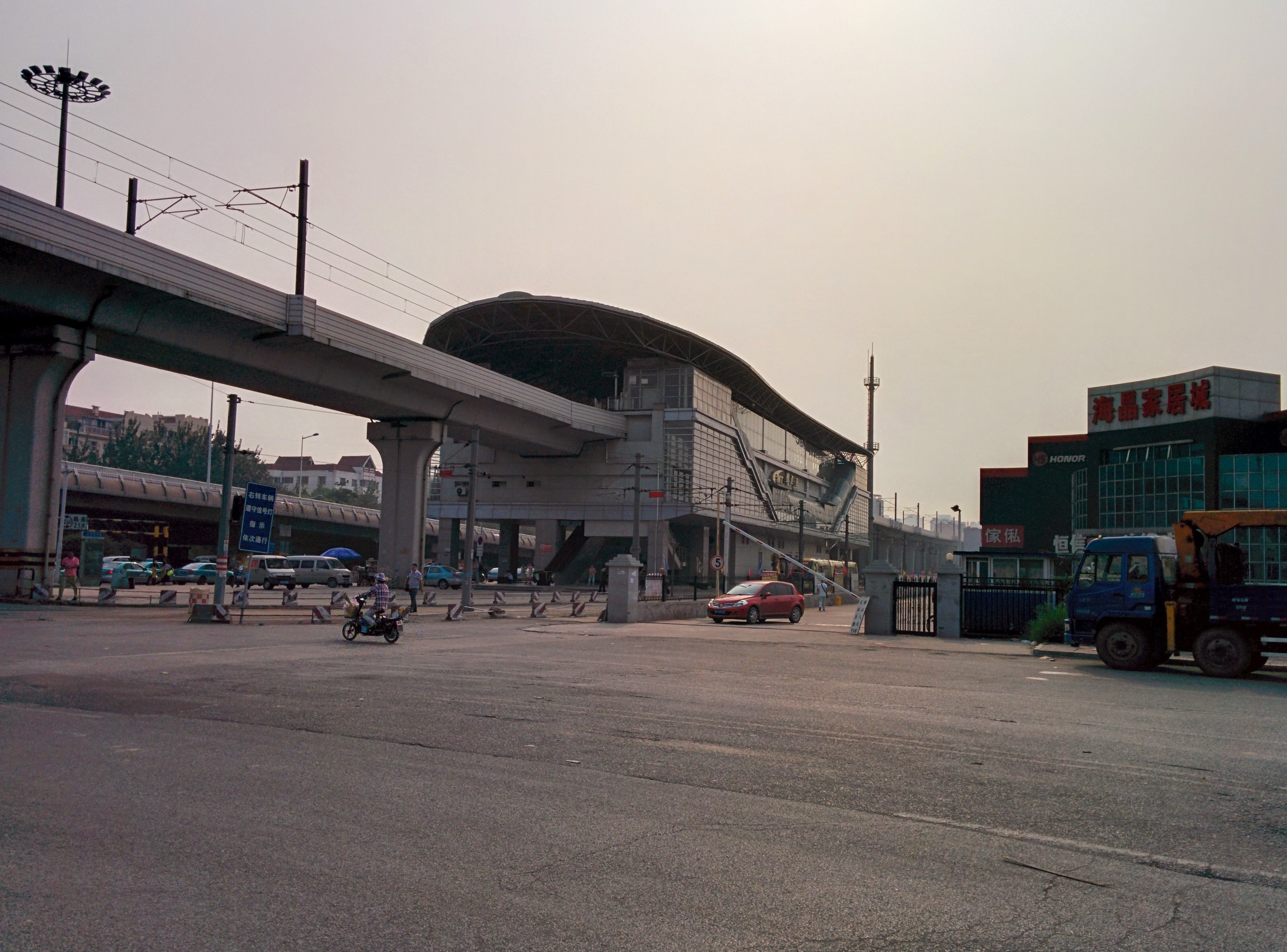
타이다역 전경
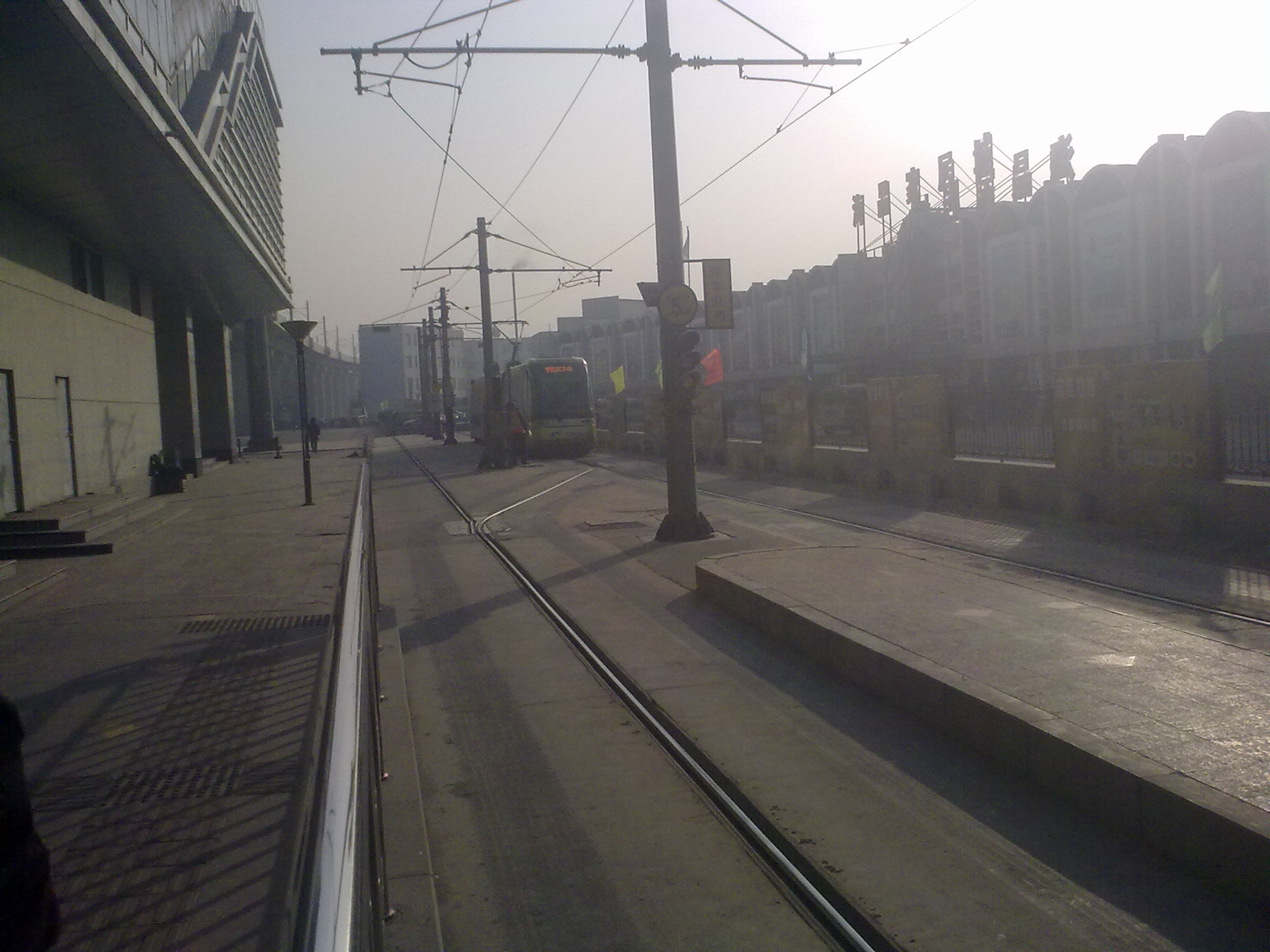
노면전차 1호선 타이다역

## 같이 보기
- 텐진 지하철 9호선
- 톈진 지하철 Z4선 (건설중)
- 톈진 개발구 유도전차 1호선

## 인접역
| 톈진 지하철      | 톈진 지하철 | 톈진 지하철                  |
| ---------------- | ----------- | ---------------------------- |
| 탕구 톈진역 방면 | 9호선       | 시민광장 둥하이루 방면       |
| 시·종착역        | 전차 1호선  | 제1대가 학원구 북 방면       |
| 제3대가 잉청제   | Z4선        | 빈하이 문화센터 왕스여우신춘 |

## 참고 문헌
- 【专题】天津地铁“联网”津城